# Raïon de Verkhneouralsk
Le raïon de Verkhneouralsk (en russe : Верхнеуральский район, Vierkhieéouralski raïon) est une subdivision administrative de l'oblast de Tcheliabinsk, en Russie. Son centre administratif est la ville de Verkhneouralsk.

## Histoire
Le raïon a été fondé le 4 novembre 1926.

## Administration
Le raïon est divisé en 10 municipalités regroupant 51 localités.
| №  | Municipalité                    | Centre          | Nombre de localités | Population (2002) |
| -- | ------------------------------- | --------------- | ------------------- | ----------------- |
| 1  | Municipalité de Verkhneouralsk  | Verkhneouralsk  | -                   | 10054             |
| 2  | Municipalité de Miejoziorni     | Miejoziorni     | -                   | 8282              |
| 3  | Municipalité de Karagaïski      | Karagaïski      | 4                   | 3412              |
| 4  | Municipalité de Kirsa           | Kirsa           | 5                   | 2469              |
| 5  | Municipalité de Krasninski      | Krasninski      | 6                   | 2971              |
| 6  | Municipalité de Pietropavlovski | Pietropavlovski | 10                  | 4700              |
| 7  | Municipalité de Spaski          | Spaski          | 4                   | 2376              |
| 8  | Municipalité de Stiepnoïe       | Stiepnoïe       | 7                   | 2420              |
| 9  | Municipalité de Sourmienevski   | Sourmienevski   | 3                   | 1019              |
| 10 | Municipalité de Forchatadt      | Forchatadt      | 7                   | 3605              |

## Religion
Le doyenné orthodoxe de Verkhneouralsk, dépendant de l'éparchie de Magnitogorsk, recoupe les limites du raïon.